# Форті-Форт (Пенсільванія)
Форті-Форт (англ. Forty Fort) — місто (англ. borough) в США, в окрузі Лузерн штату Пенсільванія. Населення — 4239 осіб (2020).

## Географія
Форті-Форт розташоване за координатами 41°17′1″ пн. ш. 75°52′19″ зх. д. / 41.28361° пн. ш. 75.87194° зх. д. (41.283629, -75.871925).  За даними Бюро перепису населення США в 2010 році місто мало площу 4,08 км², з яких 3,40 км² — суходіл та 0,68 км² — водойми.

## Демографія
Згідно з переписом 2010 року, у селищі мешкало 4214 осіб у 1891 домогосподарстві у складі 1122 родин. Густота населення становила 1034 особи/км².  Було 2074 помешкання (509/км²).
Расовий склад населення:
| - 97,0 % — білих - 1,0 % — чорних або афроамериканців - 0,8 % — азіатів |

До двох чи більше рас належало 1,0 %. Частка іспаномовних становила 1,4 % від усіх жителів.
За віковим діапазоном населення розподілялося таким чином: 17,9 % — особи молодші 18 років, 64,4 % — особи у віці 18—64 років, 17,7 % — особи у віці 65 років та старші. Медіана віку мешканця становила 43,2 року. На 100 осіб жіночої статі у селищі припадало 87,1 чоловіків;  на 100 жінок у віці від 18 років та старших — 85,0 чоловіків також старших 18 років.
Середній дохід на одне домашнє господарство  становив 66 500 доларів США (медіана — 61 351), а середній дохід на одну сім'ю — 81 043 долари (медіана — 77 750). Медіана доходів становила 45 556 доларів для чоловіків та 38 720 доларів для жінок. За межею бідності перебувало 8,7 % осіб, у тому числі 11,9 % дітей у віці до 18 років та 3,0 % осіб у віці 65 років та старших.
Цивільне працевлаштоване населення становило 2345 осіб. Основні галузі зайнятості: освіта, охорона здоров'я та соціальна допомога — 26,4 %, роздрібна торгівля — 14,9 %, науковці, спеціалісти, менеджери — 10,2 %, транспорт — 8,8 %.